# Werwolf-Attacke – Monsterball ist überall

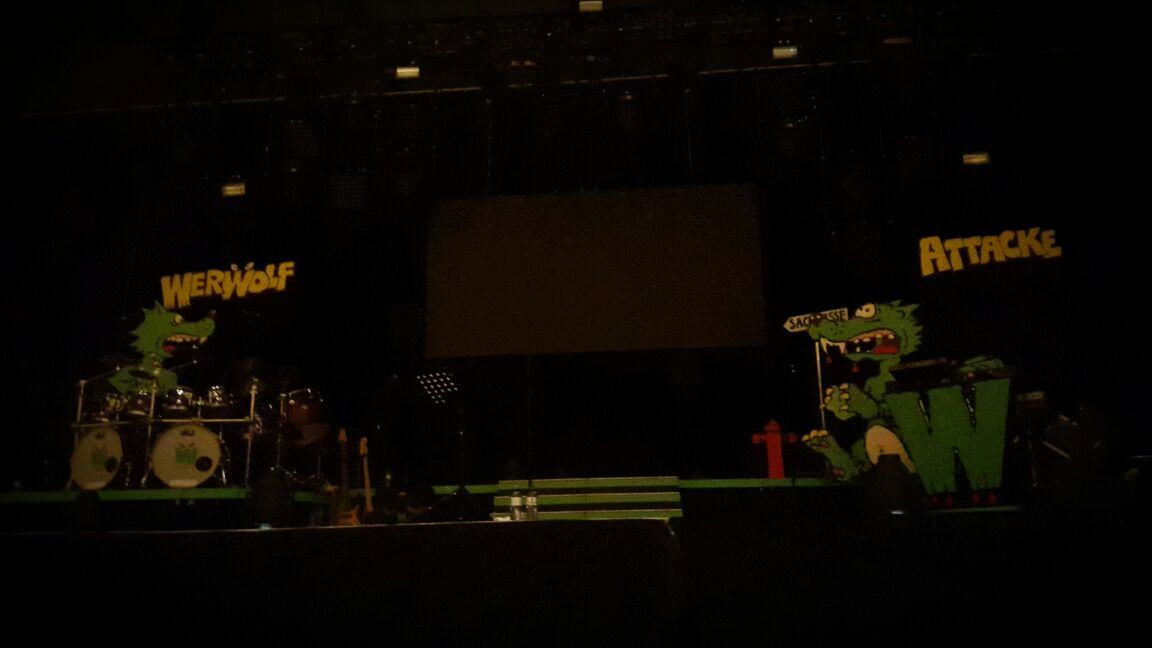
Bühnenbild beim Konzert in der Grazer Stadthalle am 14. März 2015

Werwolf-Attacke – Monsterball ist überall ist das 15. Studioalbum der österreichischen Pop-Rock-Band Erste Allgemeine Verunsicherung. Es wurde am 30. Januar 2015 veröffentlicht und somit fünf Jahre nach dem vorherigen Album Neue Helden braucht das Land. Das Album erreichte Platz eins der österreichischen Albumcharts und wurde mit Platin für mehr als 15.000 verkaufte Einheiten ausgezeichnet.

## Veröffentlichung und Charts
Das Album wurde am 30. Januar unter dem Label Ariola veröffentlicht und stieg in Österreich auf Platz 1 der Albumcharts ein. Auf iTunes gibt es eine „Download-Version“ des Albums mit einem Bonus-Track. Exklusiv in Österreich erscheint bei Libro eine weitere Edition („Leberkas-Edition“).

## Besonderheiten
Musik und Texte stammen zum überwiegenden Teil von Thomas Spitzer. Einige Titel wurden gemeinsam mit Mark Duran komponiert, der diese auch arrangiert und produziert hat. Das Lied „Lederhosen-Zombies“ wurde von vielen Fans von Andreas Gabalier kritisiert, da eine Anspielung auf diesen vorkommt. Klaus Eberhartinger bestätigte aber, dass der Song in keiner Weise eine Attacke auf Gabalier sei. Im Song Mrs. Fuckushima wird das Lied Burli verarbeitet. Hintergrund ist die Nuklearkatastrophe von Fukushima. Ab 6. Februar 2015 war die EAV mit diesem Album auf Tournee, Premiere war in Fehring. Von Februar bis April 2015 stand Thomas Spitzer wieder mit der EAV auf der Bühne, nachdem er zuvor vier Jahre lang nicht auf der Bühne präsent war.
Bei der Amadeus-Verleihung 2016 wurde das Album in der Kategorie Album des Jahres nominiert.

## Titel
1. Werwolf-Attacke
2. Bankrott (Gitarre: Harald-Ingemar Noiges)
3. Der erhobene Zeigefinger
4. Pfeif drauf (Dudelsack: Wolfgang Moitz)
5. Theater um die Kunst („SOKO Dixie“ – Waschbrett: Toni Eder, Saxophon: Hans Prassl, Sousaphon: Georg Scheifinger, Posaune: Roman Ackerl, Banjo: Hannes Fauster)
6. Dame Europa
7. Hunger
8. Scharia-Ho
9. Babuschka (Akkordeon: Thomas Kirbisser, Trompete: Christian Josefus)
10. Was ist los (Bass: Alvis Reid)
11. La Loba (Piano: Christoph Moser, Background Vocals: Anna Neumeister)
12. Unscheinbarer Bua (Piano: Christoph Moser, Akustik-Gitarre: Martin Kromar, Schlagzeug: Mark Duran)
13. Maschine
14. Mrs. Fuckushima (Arrangement & Produktion: Harald-Ingemar Noiges)
15. Notkäppchen
16. Sado Lilly (Gitarren: Fritz Jerey)
17. Zugriff
18. Monsters auf Trachenball
19. Lederhosen-Zombies (Klarinette: Hans Prassl, Sousaphon: Georg Scheifinger)
20. Der oide Wolf (Akustik-Gitarre: Martin Kromar)
21. Werwolf-Outro
22. Hallelujah (nur auf iTunes)
23. Leberkas (nur auf der „Leberkas-Edition“)

## Werwolf-Tour
Vom 6. Februar 2015 bis 19. April 2015 ging die EAV mit dem Album auf Tour durch Österreich, Deutschland und die Schweiz.

### Setlist
1. Werwolf-Attacke
2. Theater um die Kunst
3. Ba-Ba-Banküberfall / Küss die Hand Herr Kerkermeister
4. Alk-Medley (Jaja, der Alkohol; Der Wein von Mykonos)
5. Sandlerkönig Eberhard
6. Bargeldlos durch die Nacht (Helene Fischer Cover)
7. Was ist los
8. Lampedusa
9. Die Russen kommen / Babuschka
10. Mrs. Fuckushima
11. Dame Europa
12. Bankrott
13. Unscheinbarer Bua
14. Einmal möchte ich ein Böser sein
15. Heimatmedley (Heimatlied, Alpenrap, A Jodler und a Stromgitarr', Lederhosen-Zombies)
16. Sado Lilly
17. An der Copacabana
18. Islamisten-Medley (Scharia-Ho, Ein Stein, Kommt ein Ziegel geflogen)
19. Mein Gott
20. Maschine
21. Der oide Wolf
22. Werwolf-Outro
23. Hit-Medley (Die Hexen kommen, Ding Dong, Heiße Nächte (in Palermo), 3 weiße Tauben, 300 PS (Auto), Samurai)
24. Küss die Hand schöne Frau
25. Bandvorstellung
26. Fata Morgana
27. Märchenprinz
28. Morgen

Am 3. Februar 2017 erscheint eine Live-DVD zur Werwolf-Tour, auf der das Konzert vom 11. April 2015 in Tuttlingen zu sehen ist.